# Pejogol
Pejogol is een bestuurslaag in het regentschap Banyumas van de provincie Midden-Java, Indonesië. Pejogol telt 3966 inwoners (volkstelling 2010).